# باغ بید سفلی
بابید سفلی، روستایی از توابع بخش هنزا، شهرستان رابر در استان کرمان ایران است.

## جمعیت
این روستا در فاصله 24 کیلومتری شهرستان رابر قرار داردو دارای 4 کیلومتر جاده خاکی و در مسیر رودخانه بزرگ هلیل رود واقع شده و متاسفانه از سوی دولت جمهوری اسلامی هیچ گونه امکانات رفاهی برای این روستا در نظر گرفته نشده و یکی از زیباترین روستاها می باشد براساس سرشماری مرکز آمار ایران در سال ۱۳۸۵، جمعیت آن 120 نفر (۱۴ خانوار) و براساس سرشماری مرکز آمار ایران در سال ۱۳۹۵، جمعیت آن 100 نفر (۱۶ خانوار) بوده‌است. این روستا از طایفه بهارلو  تشکیل شده.  طایفه بهارلو که در استان‌ کرمان‌، عشیرة‌ کوچکی‌ به‌ نام‌ بَربِهارلو وجود دارد که‌ محل‌ سکونت‌ آنها بین‌ رابُر و بِزِنجان‌ است‌ و در اواخر دورة‌ قاجاریه‌ متشکل‌ از تقریباً چهل‌ خانوار بوده‌ است‌